# Secure attention key
Secure attention key (SAK) или secure attention sequence (SAS) — специальная клавиша или комбинация клавиш, которую пользователь должен нажать на клавиатуре компьютера перед входом в систему. Ядро операционной системы, взаимодействующие напрямую с компьютером, может обработать нажатие комбинации клавиш и начать вход в систему.
Secure attention key делает невозможным обман входа, поскольку ядро будет приостанавливать работу любой программы перед запуском программы входа в систему.
Если система настроена на использование SAK, пользователи всегда должны подозрительно относиться к экранам входа, которые отображаются без нажатия комбинации клавиш.
В Microsoft Windows нажатие обрабатывается программой входа в систему. Также использование SAS может требоваться для контроля учётных записей пользователей.

## Примеры
- Ctrl+Alt+Del для систем семейства Windows NT (Secure Attention Sequence)
- Ctrl+Alt+Pause или Alt+SysRq+K для Linux[1]
- Ctrl+X Ctrl+R для AIX
- Break для OpenVMS
- ⇧ Shift+Stop для PLATO IV